# Alasmidonta wrightiana
Alasmidonta wrightiana е изчезнал вид мида от семейство Перлови (Unionidae).

## Разпространение
Този вид е бил ендемичен за река Оклокони във Флорида и Джорджия.